# Heinz Tännler
Pour les articles homonymes, voir Tännler.
Heinz Tännler, né le 10 mai 1960 à Zoug (originaire d'Innertkirchen [BE]), est une personnalité politique suisse, membre de l'Union démocratique du centre.
Il est membre du Conseil d'État du canton de Zoug depuis 2007. 

## Biographie
Heinz Tännler naît le 10 mai 1960 à Zoug. Il est originaire d'Innertkirchen, dans le canton de Berne. Son père fait partie de la direction de l'entreprise zougoise Landis+Gyr, un fabricant de compteurs électriques ; sa mère tient le foyer familial.
Il est titulaire d'une licence en droit, obtenue à l'Université de Zurich en 1988, et d'un brevet d'avocat et de notaire, obtenu en 1991. Il travaille comme avocat à Zoug de 1991 à 2003.
Marié à deux reprises et père de trois enfants, il habite à Zoug.

## Parcours politique
Ses débuts en politique sont le fruit du hasard. En manque de candidats « jeunes et dynamiques », la section locale du Parti radical-démocratique (PRD) de Steinhausen fait appel à lui pour les élections au législatif cantonal. Il est élu alors qu'il figurait en toute fin de liste et siège au Conseil cantonal de Zoug de 1995 à 2003. Il est dans la salle du Parlement lors la fusillade de Zoug de 2001. Il quitte le PRD pour rejoindre l'UDC en 2002.  
Il est candidat au gouvernement zougois en 2002, mais ne parvient pas à remporter un second siège pour l'UDC. Il est élu au Conseil d'État du canton de Zoug à sa deuxième tentative, en octobre 2006. Il reprend le siège de Hans-Beat Uttinger et prend la tête de la Direction des constructions. Son mandat est marqué par la construction de nouvelles voies express, notamment à l'entrée nord de la ville de Zoug. Il passe à celle des finances à partir de février 2016,. Il préside le gouvernement en 2015 et 2016.
En 2011, il est candidat pour attaquer le siège d'Eveline Widmer-Schlumpf au Conseil fédéral, mais se voit préférer Bruno Zuppiger par son groupe parlementaire. En 2015, il est candidat à la succession d'Eveline Widmer-Schlumpf, mais se retire en raison de critiques sur son mandat au sein de la FIFA,. Il est à nouveau candidat au Conseil fédéral en 2022, pour la succession d'Ueli Maurer. 
Il fait en 2022 l'objet de critiques pour son intervention auprès de la Banque cantonale zougoise, tendant à l'ouverture d'un compte au bénéfice de la société EuroChem, alors sous l'influence de l'oligarque russe sous sanctions Andrei Melnitschenko. Le Professeur de droit Peter Kunz considère que l'intervention est problématique, et potentiellement illicite. Heinz Tännler se montre généralement réticent à la mise en œuvre des sanctions décidées à l'encontre des oligarques russes, et déclare qu'il ne lui revient pas d'agir en « détective » pour identifier les avoirs à geler.

### Positionnement politique
Selon le politologue Tobias Arnold, il est un peu moins à droite que Thomas Aeschi et Werner Salzmann. En 2015, ses collègues des conférences intercantonales soulignent son sens de la collégialité et sa capacité à collaborer avec les autres.
Il est surnommé le général dans son canton, en raison de ses succès et réalisations.

## Autres activités
Il est juge unique de la Ligue suisse de hockey sur glace de 1995 à 2003,.
Il dirige de 2004 à 2006 la section juridique de la FIFA, et fait partie à ce titre de la direction de l'institution.
En 2019, il est responsable de l'organisation de la Fête fédérale de lutte et des jeux alpestres à Zoug.